# Phyllonorycter deleta
Phyllonorycter deleta är en fjärilsart som först beskrevs av Otto Staudinger 1880.  Phyllonorycter deleta ingår i släktet guldmalar, och familjen styltmalar.
Artens utbredningsområde är Turkiet. Inga underarter finns listade i Catalogue of Life.